# Villa Jasmin (téléfilm)
Pour les articles homonymes, voir Villa Jasmin.
Villa Jasmin est un téléfilm français de Férid Boughedir, réalisé en 2008 et diffusé le 30 mai 2009 sur France 3.

## Synopsis
Serge retourne à La Goulette, port de Tunisie, avec sa femme, en quête de ses racines. Le téléfilm explore l'histoire de ses parents depuis les années 1920 ainsi que l'impact du gouvernement de Vichy dans les années 1940. Le scénario du film est inspiré par le roman autobiographique Villa Jasmin de Serge Moati.

## Fiche technique
- Titre : Villa Jasmin
- Réalisation : Férid Boughedir
- Scénario : Luc Béraud, Serge Moati
- Production :
- Origine : France
- Genre : Drame
- Durée : 85 minutes
- Format : couleurs

## Distribution
- Arnaud Giovaninetti : Serge père
- Elsa Mollien : Odette
- Clément Sibony : Serge fils
- Judith Davis : Jeanne
- Fatma Ben Saidane : Rachel
- Edith Perret : Tsia Eugenia
- Georges Tibi : Simon Zehra
- Abderrazak Hammami : Oncle Joseph
- Éric Laugérias : Raoul Rochas
- Raouf Ben Amor : Ben Romdane père
- Ahmed Hafiane : Ben Romdane fils
- Lotfi Abdelli : Jeune commerçant
- Alberto Canova : Max Caruana
- Götz Burger : Rahn
- Manuel Blanc : Guilbaud